# Anisskinn
Anisskinn (Dacryobolus karstenii) är en svampart som först beskrevs av Giacopo Bresàdola, och fick sitt nu gällande namn av Oberw. ex Parmasto 1968. Enligt Catalogue of Life ingår Anisskinn i släktet Dacryobolus,  och familjen Fomitopsidaceae, men enligt Dyntaxa är tillhörigheten istället släktet Dacryobolus,  och familjen Meruliaceae. Arten är reproducerande i Sverige. Inga underarter finns listade i Catalogue of Life.